# Decarthron snowi
Decarthron snowi är en skalbaggsart som beskrevs av Park 1958. Decarthron snowi ingår i släktet Decarthron och familjen kortvingar. Inga underarter finns listade i Catalogue of Life.